# Cestrum fragile
Cestrum fragile es una especie de arbusto de la familia Solanaceae nativa de América Central.

## Características
Cestrum fragile es un arbusto o árbol pequeño, que alcanza un tamaño de 1–2 m de alto, con ramitas puberulentas de tricomas erectos. Las hojas mayores angostamente ovadas, de 7–14 cm de largo, el ápice largamente agudo o acuminado, la base obtusa o redondeada, glabras o menudamente puberulentas en los nervios; pecíolos hasta 0.8 cm de largo, tomentosos; hojas menores conspicuas, de 5 mm de largo, auriculadas, falcadas. Las inflorescencias mayormente en forma de panículas laxas, abiertas, terminales en las ramas frondosas, el raquis escasamente puberulento, pedicelos obsoletos o de hasta 6 mm de largo en la misma inflorescencia, las flores son nocturnas; con el cáliz tubular-campanulado o urceolado, de 3–4 mm de largo, a veces puberulento, lobos deltoides, de 1 mm de largo; la corola amarillo-verdosa, en tubo delgado, de 18 mm de largo, expandiéndose cerca de las anteras, glabro, lobos 6–7 mm de largo, ciliados; filamentos libres por 3–4 mm de su longitud, denticulados, pubescentes cerca del punto de inserción, de otro modo frecuentemente glabros. El fruto es una baya ovoide, 10–15 mm de largo, blanca; con semillas 5–6 mm de largo.

## Distribución y hábitat
Es una especie poco común, que se encuentra en los bosques siempreverdes, en nebliselvas, cafetales, a una altitud de 500–1300 (–1500) m; en Nicaragua, Costa Rica y posiblemente Panamá.

## Taxonomía
Cestrum fragile fue descrita por Francey y publicado en Candollea 7: 27–28, en el año 1936.
Etimología
Cestrum: nombre genérico que deriva del griego kestron = "punto, picadura, buril", nombre utilizado por Dioscórides para algún miembro de la familia de la menta.
fragile: epíteto latino que significa "frágil, delicado".
sinonimia
- Cestrum fragile var. grandiflorum C.V.Morton ex Standl.[4]